# باغ گیاه‌شناسی ایروان

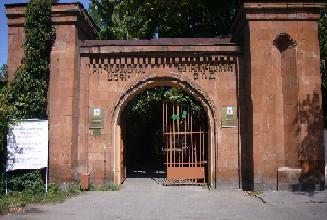
ورودی اصلی

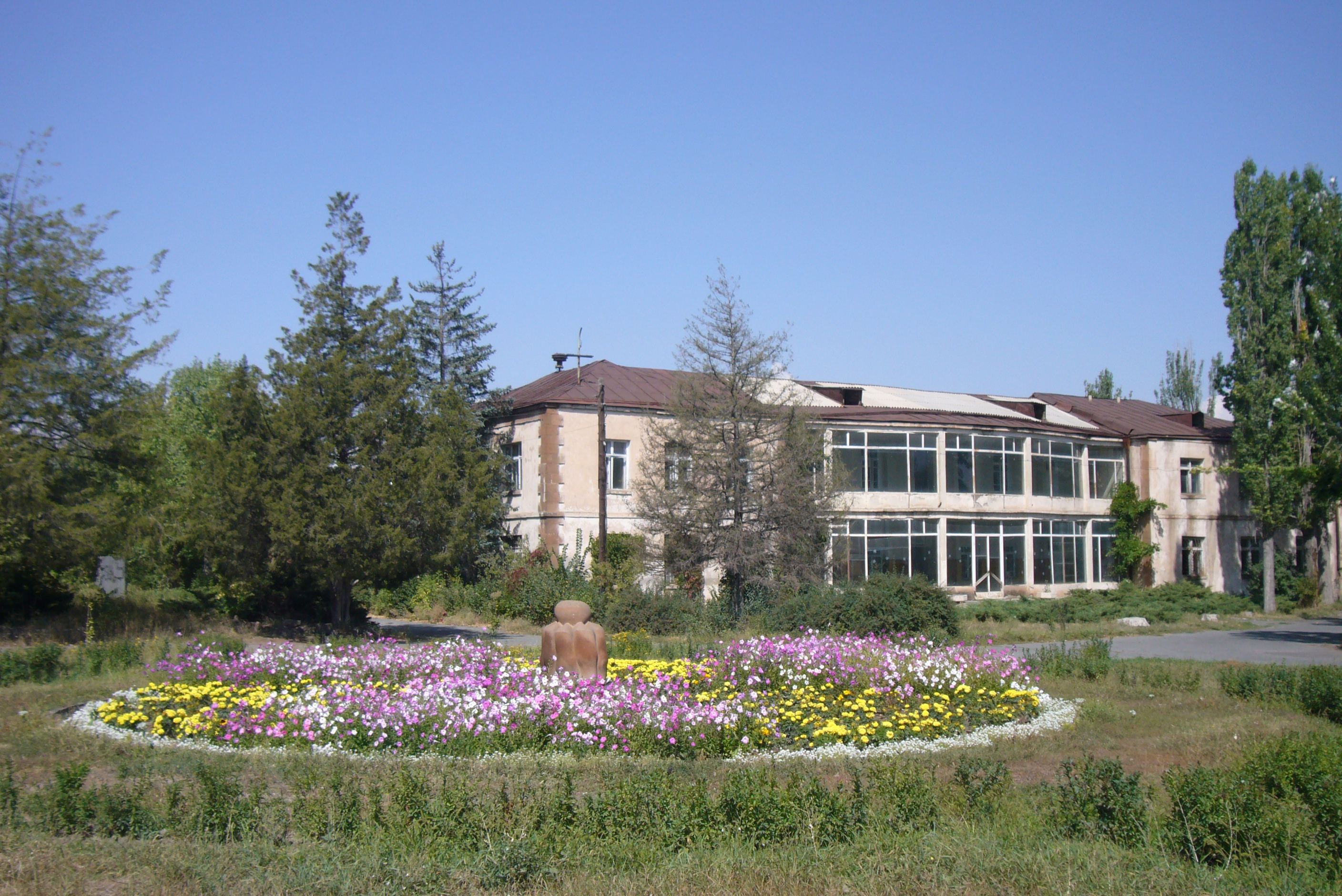
باغ گیاه‌شناسی ایروان

باغ گیاه‌شناسی ایروان فرهنگستان ملی علوم ارمنستان (ارمنی: Երևանի բուսաբանական այգի; انگلیسی: Yerevan Botanical Garden) مسئول مجموعه‌های گیاهی در ارمنستان می‌باشد. این باغ در ناحیه آوان در بخش شمالشرقی شهر ایروان واقع شده‌است و محدوده‌ای نیمه خالی در حدود ۸۰ هکتار را احاطه نموده‌است. این مجموعه شامل بیش از ۲۰۰ گونه‌های بومی و گیاه‌های نادر و کمیاب، فراهم سازی اساس برای مطالعات گیاهان ارمنستان و فعل و انفعالات محیط زیستی گونه‌ها در یک محیط نسبتاً طبیعی را شامل می‌شود.

## تاریخچه
باغ گیاه‌شناسی ایروان در سال ۱۹۳۵ میلادی در بخش شمالشرقی ایروان افتتاح شد. مؤسسه گیاه‌شناسی این باغ نیز سه سال دیرتر گشایش یافت. گلخانه جمعی نیز با اشغال ۲۵ مترمربع در سال ۱۹۳۹ میلادی افتتاح شد. در سال ۱۹۴۴ گلخانه جدیدی احداث گردید که زمین کلی آن ۶۱۰ متر مربع بود.

## نگارخانه

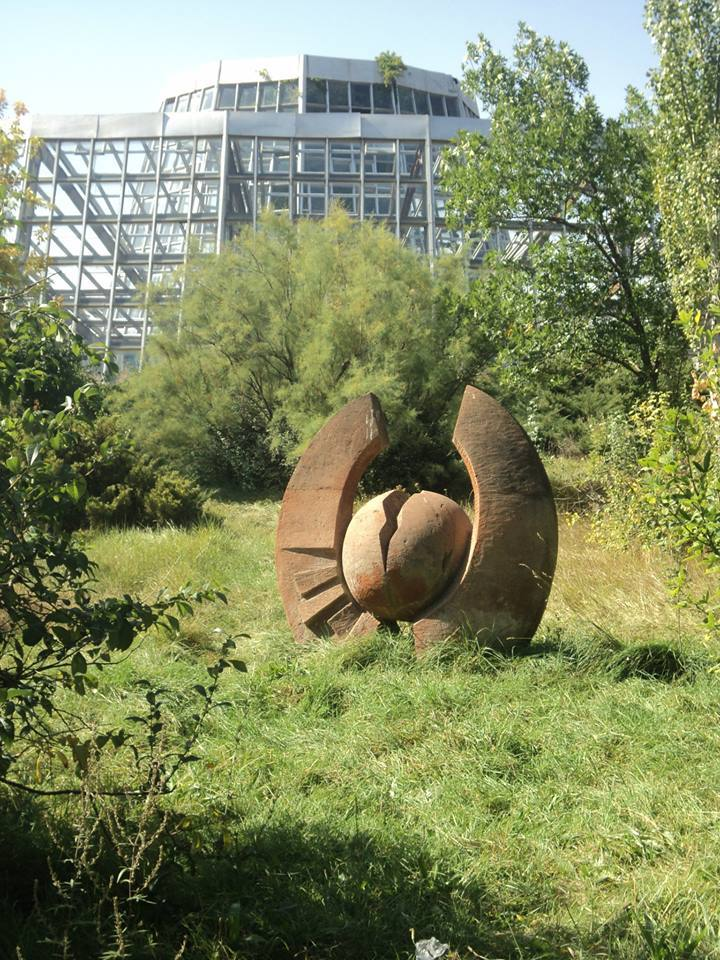
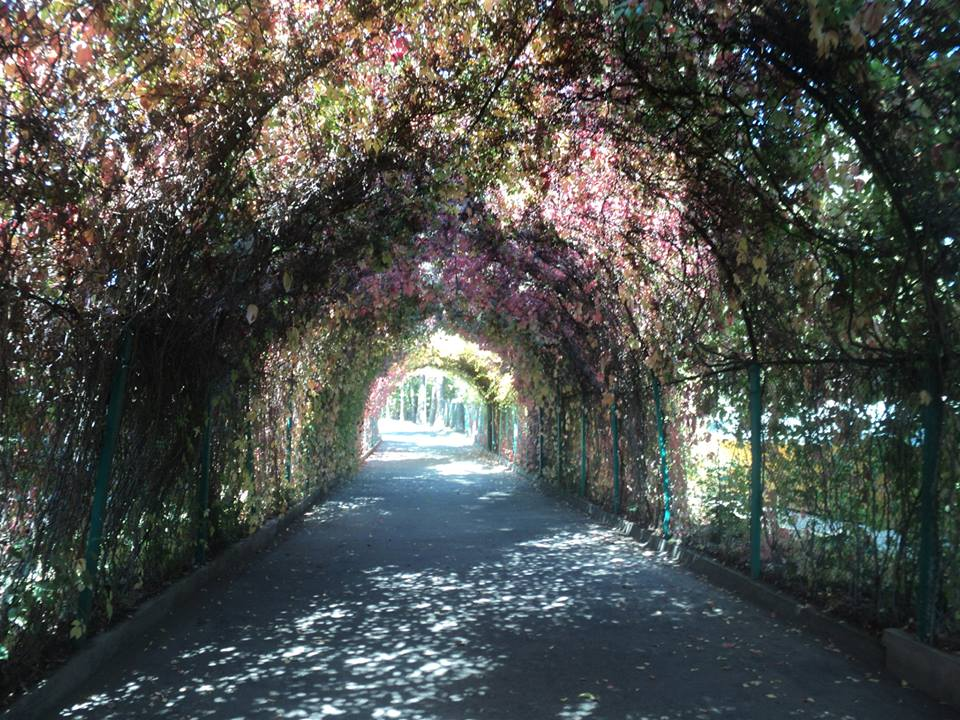
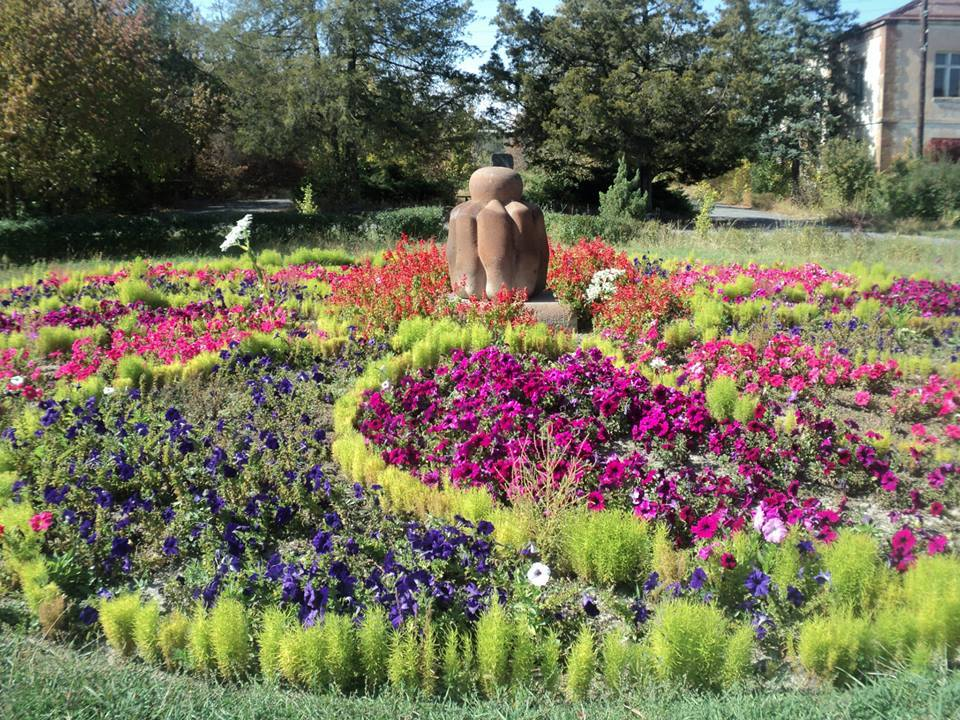